# Richard Maibaum
Richard Maibaum, född 26 maj 1909 i New York, död 4 januari 1991 i Santa Monica, Los Angeles, Kalifornien, var en amerikansk manusförfattare, producent och pjäsförfattare. Han är mest känd som författare eller medförfattare till tretton James Bond-filmer.
Han studerade vid New York University och University of Iowa och arbetade vid teatern innan han debuterade som filmmanusförfattare 1936. Efter andra världskriget skrev han kontrakt med Paramount Pictures och skrev bland annat manus till Den store Gatsby (1949). Genom sitt samarbete med skådespelaren Alan Ladd introducerades han för producenten Albert R. Broccoli. De samarbetade bland annat på filmerna Fallskärmsjägare (1953) och Man överbord (1954). Den förra regisserades av Terence Young, som senare kom att regissera den första Bond-filmen, Agent 007 med rätt att döda (1962). Under de följande årtiondena kom Maibaum att bidra till manus till tretton Bond-filmer, fram till Tid för hämnd (1989), som dock skrevs färdigt av Michael G. Wilson då Maibaum tvingats avbryta arbetet på grund av Writers Guild of Americas strejk.
Bland Maibaums mest kända filmer utanför Bond-serien är Signal från okänd (Ransom!, 1956), som nyinspelades 1996 som Ransom samt Bakom spegeln (Bigger Than Life, 1956).